# クレメンス・ダヒンデン
クレメンス・ダヒンデン（Clemens Dahinden, 1912年7月1日 - 1989年）は、スイス出身のヴァイオリン奏者、指揮者。
アルトドルフの生まれ。
チューリヒ音楽院でヴィルヘルム・デ・ボアにヴァイオリンを学び、カール・フレッシュの薫陶も受けた。
1937年からヴィンタートゥール交響楽団の副コンサートマスターを務め、1939年にはペーター・リバールの創設したヴィンタートゥール弦楽四重奏団の第2ヴァイオリンを担当した。
1950年からヴィンタートゥール交響楽団の指揮者を務め、1978年に隠退した。
ヴィンタートゥールにて没。